# Totenlaterne (Cubas)

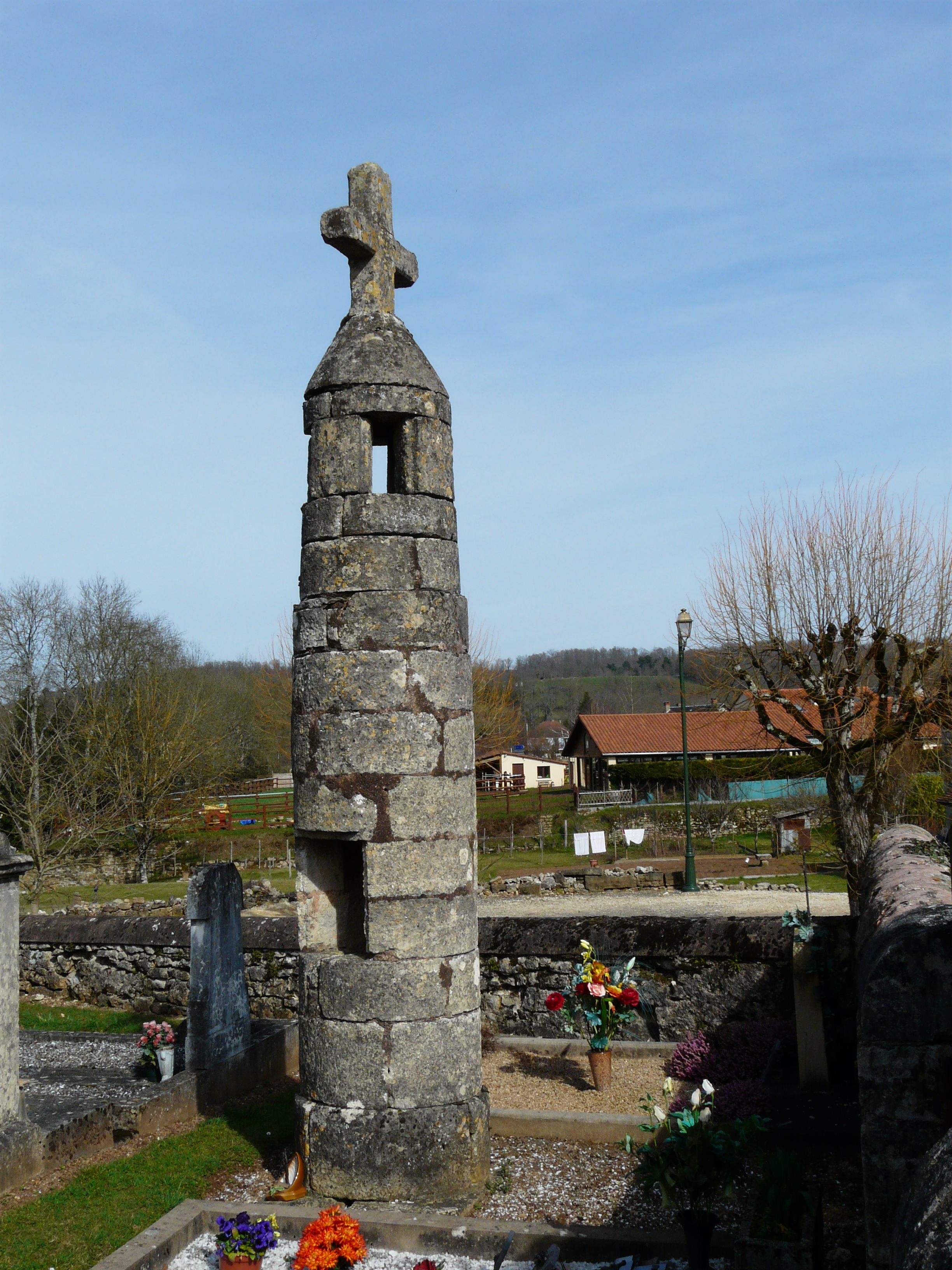
Totenlaterne in Cubas

Die Totenlaterne (französisch lanterne des morts) in Cubas, einem Ortsteil der französischen Gemeinde Cherveix-Cubas im Département Dordogne in der Region Nouvelle-Aquitaine, wurde im 13. Jahrhundert errichtet. Sie steht seit 1939 als Monument historique auf der Liste der Baudenkmäler in Frankreich.
Das Bauwerk in Form einer Säule, die sich nach oben leicht verschlankt, steht inmitten des Friedhofs. Sie ist aus unterschiedlich großen Hausteinen geschaffen. Die untere rechteckige Öffnung erlaubte es, eine Lampe darin anzuzünden, die danach mit einer Kette nach oben, zur zweiten kleineren Öffnung, gezogen wurde.